# Denemarken op het Eurovisiesongfestival 2024

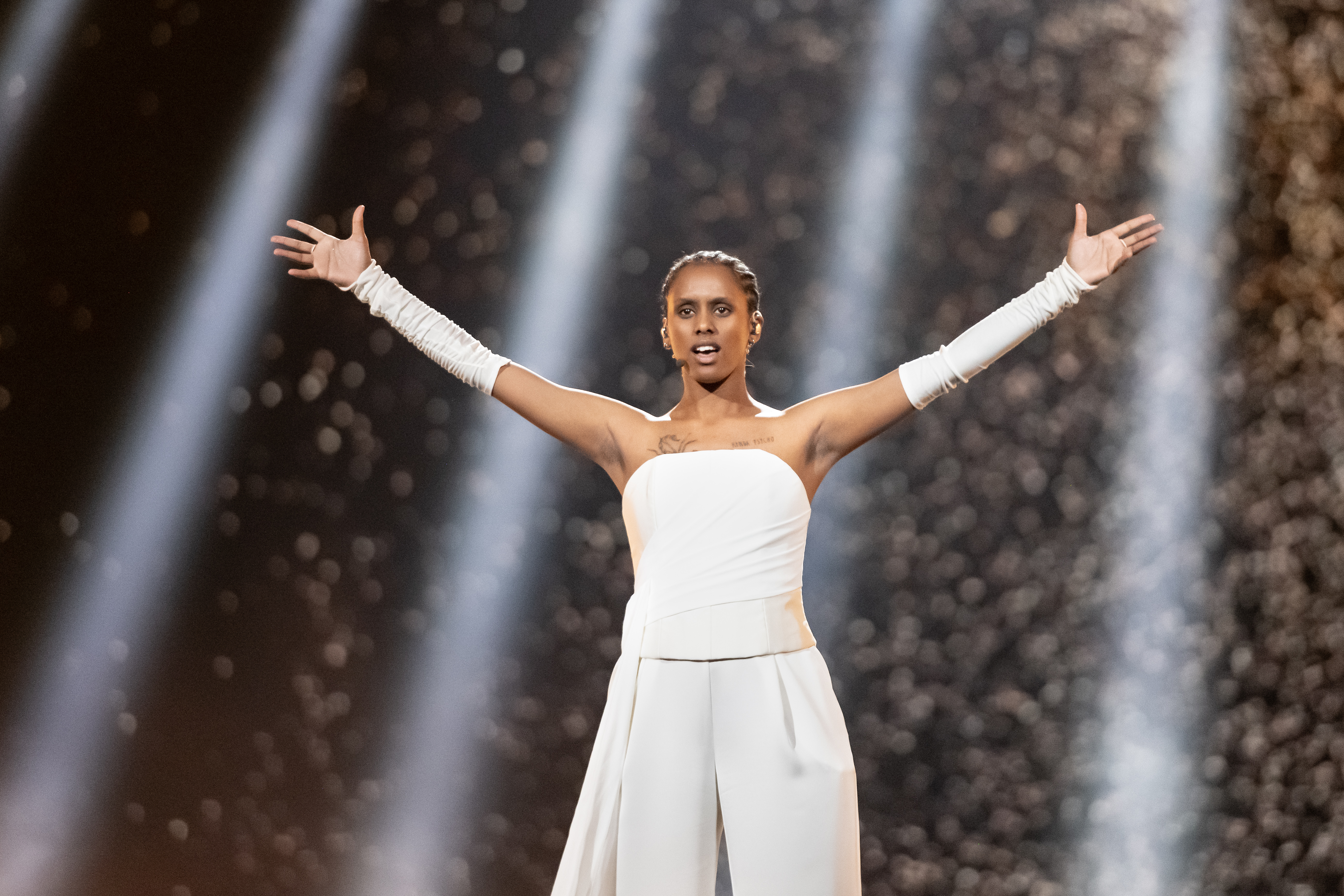
Saba tijdens de repetities in Malmö.

Denemarken nam deel aan het Eurovisiesongfestival 2024 in Malmö, Zweden. Het was de 52ste deelname van het land aan het Eurovisiesongfestival. DR was verantwoordelijk voor de Deense bijdrage voor de editie van 2024.

## Selectieprocedure
Naar jaarlijkse gewoonte maakte de Deense omroep gebruik van de muziekcompetitie Dansk Melodi Grandprix om de Deense inzending aan te duiden. Er waren geen wijzigen in het selectieformat ten opzichte van eerdere jaren. Op 25 januari 2024 werden de kandidaten bekend gemaakt die gingen deelnemen aan de finale op zaterdag 17 februari. Onder de kandidaten waren o.a. Basim, die in 2014 in zijn eigen land negende werd op het Eurovisiesongfestival 2014 met Cliche Love Song. Een andere bekende naam is Aura Dione, die zo’n 15 jaar geleden een aantal grote hits scoorde in Duitsland, Zwitserland en Oostenrijk. 
Uiteindelijk wist Saba de Deense nationale finale te winnen met het nummer met ‘Sand’. In de superfinale kreeg de zangeres de voorkeur boven de liedjes van Basim en Janus Wiberg.

## Dansk Melodi Grand Prix 2024
| Volgorde | Artiest      | Lied               |
| -------- | ------------ | ------------------ |
| 1        | Saba         | Sand               |
| 2        | Stella       | Sign here          |
| 3        | Chu Chu      | V                  |
| 4        | Basim        | Johnny             |
| 5        | RoseeLu      | Real Love          |
| 6        | Ublu         | Planetary Hearts   |
| 7        | Janus Wiberg | I need your love   |
| 8        | Aura Dione   | Mirrorball of Hope |

Superfinale
| Plaats | Artiest      | Lied             | Stemmen |
| ------ | ------------ | ---------------- | ------- |
| 1      | Saba         | Sand             | 37%     |
| 2      | Basim        | Johnny           | 34%     |
| 3      | Janus Wiberg | I need your love | 29%     |

## In Malmö
Denemarken zal aantreden op donderdag 9 mei in de tweede halve finale van het Eurovisiesongfestival. De zangeres zong als zevende act, na Oostenrijk en voor Armenië. Saba wist zich niet te kwalificeren voor de grote finale. Na afloop van de finale bleek de zangeres 12de te zijn geëindigd met 36 punten. 
1957 · 1958 · 1959 · 1960 · 1961 · 1962 · 1963 · 1964 · 1965 · 1966 · 1967-1977 · 1978 · 1979 · 1980 · 1981 · 1982 · 1983 · 1984 · 1985 · 1986 · 1987 · 1988 · 1989 · 1990 · 1991 · 1992 · 1993 · 1994 · 1995 · 1996 · 1997 · 1998 · 1999 · 2000 · 2001 · 2002 · 2003 · 2004 · 2005 · 2006 · 2007 · 2008 · 2009 · 2010 · 2011 · 2012 · 2013 · 2014 · 2015 · 2016 · 2017 · 2018 · 2019 · 2020 · 2021 · 2022 · 2023 · 2024 · 2025
Albanië · Armenië · Australië · Azerbeidzjan · België · Cyprus · Denemarken · Duitsland · Estland · Finland · Frankrijk · Georgië · Griekenland · Ierland · IJsland · Israël · Italië · Kroatië · Letland · Litouwen · Luxemburg · Malta · Moldavië · Nederland · Noorwegen · Oekraïne · Oostenrijk · Polen · Portugal · San Marino · Servië · Slovenië · Spanje · Tsjechië · Verenigd Koninkrijk · Zweden · Zwitserland